# نوردين أوبالي
نوردين أوبالي (بالفرنسية: Nordine Oubaali)‏ (مواليد 4 أغسطس 1986) هو ملاكم فرنسي، مثّل بلاده في الألعاب الأولمبية الصيفية في دورتي 2008 و2012.

## روابط خارجية
نوردين أوبالي على موقع بوكس ريك (الإنجليزية) (registration required)
- نوردين أوبالي على موقع اللجنة الأولمبية الدولية (الإنجليزية)
- نوردين أوبالي على موقع أوليمبيديا (الإنجليزية)
- نوردين أوبالي على موقع اللجنة الأولمبية الفرنسية (مؤرشف) (الفرنسية)